# Неваляшка (фільм)
«Неваля́шка» (рос. Неваляшка, букв. — «Іванець-киванець») — російський художній фільм 2007 року, спортивна кінокомедія Романа Качанова.

## Сюжет
«Неваляшкою» молодого боксера Івана Жукова прозвали за неймовірну стійкість до ударів — жодному із супротивників жодного разу не вдалося відправити його у нокаут, хоча падати йому доводилося часто. Запалавши пристрастю до заморської зірки Кетрін Джойс, подруги чемпіона світу з боксу у важкій вазі, Ваня при своїх 58,5 кілограмах почав виступати на рингу у важкій вазі. Програвши 13 боїв поспіль, він впав було у відчай, але зустрів п'яничку Семеновича — колишнього чемпіона СРСР з боксу, який став його тренувати…

## У ролях
- Павло Дерев'янко — Іван Жуков, «Неваляшка»
- Сергій Маковецький — Семенович
- Олена Ніколаєва — Таня
- Олексій Панін — боксер «Леопольд»
- Артемій Троїцький — батько Тетяни
- Іван Ургант — коментатор
- Вікторія Кастро — Кетрін Джойс
- Лінда Нігматуліна — Лінда
- Андрій Свиридов — Добриня Улєтаєв
- Діана Шпак — дочка
- Олександр Половцев — тато
- Юлія Соболевська -мама
- Євген Пилипенко — друг
- Олександр Ільїн — Дід Мороз
- Віталій Качановський — Віталік
- Андрій Васильєв — «Людожер»
- Ноель Андерсон
- Роман Воскобойников — диктор ТБ

## Касові збори
Під час показу в Україні, що розпочався 26 квітня 2007 року, протягом перших вихідних фільм зібрав $9,224 і посів 8 місце в кінопрокаті того тижня. Загалом фільм в кінопрокаті України пробув 1 тиждень і зібрав $62,841, посівши 130 місце серед найбільш касових фільмів 2007 року.

## Цікаві факти
- Одними з телеглядачів боксерського поєдинку у фільмі були герої серій рекламних роликів соку «Моя сім'я», ролі яких виконували Олександр Половцев (тато), Діана Шпак (дочка), Юлія Соболевська (мама) і Євген Пилипенко (друг)
- У ролі Віталіка знявся знаменитий український боксер, чемпіон Світу — Віталій Качановський.